# Progressive Labour Party
Progressive Labour Party (Nederlands: Progressieve Arbeiderspartij), afgekort PLP, is een Statiaanse politieke partij. De partij werd in 2001 opgericht door Clyde van Putten. 
Onder de Nederlandse Antillen nam de partij deel aan de verkiezingen voor de Antilliaanse staten in 2002, 2006  en 2010, echter zonder een zetel te bemachtigen. Bij de Statiaanse eilandsraadsverkiezingen in 2003 behaalde de PLP twee van de vijf zetels. Vier jaren later verloor de partij een zetel en bleef zij in oppositie in de eilandsraad. 
In 2011 bij de eerste eilandsraadsverkiezingen nadat Sint Eustatius deel van Nederland ging uitmaken, kreeg de PLP 20,1% van de stemmen. Met een zetel elk vormde de PLP, STEP en UPC het nieuwe bestuurscollege. Van 2011 tot halverwege de zittingsperiode was PLP-partijleider Clyde van Putten eilandgedeputeerde. Nadat de coalitie uiteenviel verloor de partij vervolgens haar vertegenwoordiging in de eilandsraad toen raadslid Millicent Lijfrock-Marsdin uit de partij stapte.
Bij de eilandsraadsverkiezingen van 2015 eindigde de partij met 30,5% van de stemmen als de grootste partij en ging weer meebesturen met de UPC. Namens de PLP werd Astrid Tatum benoemd tot eilandgedeputeerde van financiën. Een jaar later werd zij door haar eigen partij gedwongen tot aftreden en werd Charles Woodley haar opvolger. Tot raadsleden waren gekozen Clyde van Putten en Rechelline Leerdam, die tevens als fractieleider optrad.  
Begin 2018 zette Nederland het bestuurscollege en de eilandsraad opzij wegens vermeend wanbeleid. Het eilandsbestuur kwam in handen van een regeringscommissaris. Vanwege de bestuurlijke chaos gingen ook in 2019 de eilandsraadsverkiezingen niet door. In september 2019 werd een geleidelijk herstel van de lokale bestuurlijke verhoudingen aangekondigd en werden verkiezingen op 21 oktober 2020 uitgeschreven. Op 19 juli 2020 droeg van Putten het politiek leiderschap over aan Rechelline Leerdam. De PLP behaalde de meerderheid van de stemmen (51,39%) en kreeg drie zetels in de eilandsraad. PLP-eilandsraadsleden werden Rechelline Leerdam, Rueben Merkman en Clyde van Putten. De opkomst was bij deze verkiezingen veel hoger dan normaal. Twee leden van de PLP, Charles Woodley en Carlos T. Lopes, waren bij de Tweede Kamerverkiezingen op 17 maart 2021 kandidaatlid op de lijst van Ubuntu Connected Front. Op Sint Eustatius behaalde deze partij de meerderheid van de stemmen. Op 15 maart 2023 werden er op Sint Eustatius weer eilandsraadverkiezingen gehouden waaraan de PLP meedeed, wederom onder partijleider Rechelline Leerdam. 
Democratische Partij (DP) ·
Progressive Labour Party (PLP) ·
St. Eustatius Empowerment Party (STEP) ·
United People’s Coalition (UPC)